# Huaytará
Huaytará é uma cidade do Peru, situada na região de  Huancavelica. Capital da província de  Huaytará, sua população em 2017 foi estimada em 1.157 habitantes.